# Rocky Morton
Rocky Morton (Cambridge, 15 ottobre 1955) è un regista e sceneggiatore britannico.
È noto principalmente per aver co-diretto Super Mario Bros., D.O.A. - Cadavere in arrivo e Max Headroom.

## Vita privata
È sposato con la regista Annabel Jankel.